# Чёрная (средний правый приток Уя)
Чёрная — река в Костанайской области Казахстана и Челябинской области России. Устье реки находится в 229 км от устья по правому берегу реки Уй. Длина реки составляет 20 км. Пересыхающий исток находится в Троицком районе Челябинской области, в болоте южнее Ягодного посёлка, однако основное течение — в Карабалыкском районе Казахстана.
Высота истока — 236 м над уровнем моря.

## Данные водного реестра
По данным государственного водного реестра России относится к Иртышскому бассейновому округу, водохозяйственный участок реки — Тобол от истока до впадения реки Уй, без реки Увелька, речной подбассейн реки — Тобол. Речной бассейн реки — Иртыш.